# Photinia arguta
Photinia arguta är en rosväxtart som beskrevs av Nathaniel Wallich och John Lindley. Photinia arguta ingår i släktet Photinia och familjen rosväxter.

## Underarter
Arten delas in i följande underarter:
- P. a. hookeri
- P. a. latifolia
- P. a. membranacea
- P. a. parvifolia
- P. a. salicifolia